# Корезі-Боло
Корезі́-Боло́ (тадж. Корези боло) — село у складі Хатлонської області Таджикистану. Входить до складу Зірацького джамоату Кулобського району.
Назва означає верхній Корез, а корез — це старовинна таджицька підземна гідротехнічна система.
Населення — 1166 осіб (2010; 1178 в 2009, 582 в 1979).
Національний склад станом на 1979 рік — таджики.